# James Valoue
James Valoue (numit și Valouë, Valoué sau Valouè în diverse referințe, n. secolul al XVII-lea – d. secolul al XVIII-lea) a fost un inventator, ceasornicar din secolul al XVIII-lea. Este cunoscut în principal pentru designul sonetei din 1737, operată de cai, care a fost folosită în construcția podului Westminster. În 1738, Royal Society of London i-a acordat lui Valoue Medalia Copley pentru invenția sa. Muzeul Științei din Londra deține un model al sonetei lui Valoue construit de Stephen Demainbray.